# Ermengarde (Carcassonne)
Ermengarde († um 1101) war seit 1067 die Erbin der Grafschaften Carcassonne und Razès sowie der Vizegrafschaften von Béziers und Agde. Sie war eine Tochter von Graf Peter Raimund und dessen Ehefrau Rangarde.

## Ehe und Nachkommen
Ermengarde war mit Raimund Bernard Trencavel verheiratet, der als Vizegraf von Albi und Nîmes ein Vasall der Grafen von Toulouse war. Einziges bekanntes Kind und Erbe dieser Ehe war Bernard Aton IV. Trencavel († 1129).

## Der Erbfall Carcassonne
Nachdem im Jahr 1067 Ermengardes Bruder Graf Roger III. gestorben war, galt beider Cousin Graf Roger II. von Foix als legitimer Gesamterbe des Toten. Dies entsprach der Erbregelung des Begründers der Häuser Carcassonne und Foix, Graf Roger I. des Alten. Dieser hatte verfügt, dass sich beide Linien gegenseitig beerben sollten, falls eine von beiden in männlicher Linie aussterben sollte. Die Erbfolge von Frauen, die schon zu Zeiten Rogers des Alten üblich war, sollte ignoriert werden.
Jedoch trat Ermengarde entgegen der Erbverfügung als Erbin von Carcassonnes und Razès auf. Es ist unklar, woher sie ihren Anspruch nahm, ob schon ihr Bruder sie zur Erbin einsetzte oder ob Ermengarde ihn von sich aus erhob. Jedenfalls sollte dieser Akt weitreichende Folgen für die politische Ordnung des Languedoc des 12. Jahrhunderts haben. Denn Ermengarde verkaufte am 6. September des gleichen Jahres ihre gräflichen Rechte an den Grafen Raimund Berengar I. von Barcelona für den Preis von elfhundert Goldunzen. Offensichtlich begann sie diesen Schritt, um den katalanischen Herrscher als Schutzherren für sich zu gewinnen. Denn Ermengarde musste die Interventionen sowohl von Roger II. von Foix fürchten als auch von Graf Wilhelm IV. von Toulouse, dieser wurde noch von ihrem Bruder als Oberlehnsherr über Carcassonne anerkannt. Nun aber begann mit diesem Akt das Wirken der Grafen von Barcelona, die wenig später zu Könige von Aragon aufsteigen sollten, und damit deren Konkurrenz zu den Grafen von Toulouse in dieser Region.

## Der Aufstieg der Trencavel
Die Grafen von Barcelona begannen nun direkt über Carcassonne und Razès zu regieren, vermutlich aufgrund einer Unmündigkeit von Ermengardes Sohn Bernard Atton. Nachdem jedoch Graf Raimund Berengar II. 1082 bei einer Jagd getötet wurde, erhob sich der Adel von Carcassès und Razès gegen dessen Bruder und vermeintlichen Mörder Berengar Raimund II. Diesen Aufstand führte Bernard Atton an, der Carcassonne nach einer kurzen Belagerung einnehmen konnte. Dadurch wurde die mehr als einhundertjährige Herrschaft der Trencavel über diese Region begründet, die erst durch den Albigenserkreuzzug beendet werden sollte.
Im Jahr 1095 erreichte Ermengarde und ihr Sohn vorläufig die Anerkennung ihres Cousins Roger II. von Foix, der sogar mehrere seiner Positionen wie Mirepoix, Lordat und Dun an sie verpfändete, um seine Teilnahme am ersten Kreuzzug finanzieren zu können. Weiterhin wurde dem Trencavel auch die Nachfolge in der Grafschaft Foix in Aussicht gestellt, falls der Graf ohne Nachkommen sterben sollte. Dieser Fall sollte aber nicht eintreten, nachdem Roger II. von Foix aus dem heiligen Land zurückkehrte und mehrere Kinder zeugte.
Ermengarde starb um das Jahr 1101, und ihr Sohn nahm den Titel eines Vizegrafen an, was die Anerkennung der Grafen von Barcelona als rechtmäßige Oberlehnsherren für Carcassonne und Razès beinhaltete. Im Spannungsfeld zwischen Katalonien und Toulouse sollten Ermengardes Nachkommen durch geschicktes politisches Lavieren tatsächlich jedoch eine sehr machtvolle Stellung in Okzitanien einnehmen.